# Peter Anton Werner
Peter Anton Werner (* 28. August 1819 in Steinheim; † 27. September 1868 ebenda) war ein deutscher Ziegler und Politiker und Abgeordneter der 2. Kammer der Landstände des Großherzogtums Hessen.
Peter Anton Werner war der Sohn des Zieglermeisters Peter Werner und dessen Ehefrau Clara Elisabetha, geborene Brückner. Werner, der evangelischen Glaubens war, war Ziegler in Steinheim und heiratete Catharina geborene Rebell.
Von 1849 bis 1850 gehörte er der Zweiten Kammer der Landstände an. Er wurde für den Wahlbezirk Starkenburg 15/Seligenstadt gewählt.